# Тішомінго (Оклахома)
Тішомінго (англ. Tishomingo) — місто (англ. city) в США, в окрузі Джонстон штату Оклахома. Населення — 3101 особа (2020).

## Географія
Тішомінго розташоване за координатами 34°14′20″ пн. ш. 96°40′52″ зх. д. / 34.23889° пн. ш. 96.68111° зх. д. (34.238906, -96.681008).  За даними Бюро перепису населення США в 2010 році місто мало площу 11,58 км², з яких 11,30 км² — суходіл та 0,28 км² — водойми.

## Демографія
Згідно з переписом 2010 року, у місті мешкали 3034 особи в 1161 домогосподарстві у складі 719 родин. Густота населення становила 262 особи/км².  Було 1337 помешкань (116/км²).
Расовий склад населення:
| - 68,9 % — білих - 14,7 % — корінних американців - 5,1 % — чорних або афроамериканців - 0,7 % — азіатів |

До двох чи більше рас належало 9,8 %. Частка іспаномовних становила 3,9 % від усіх жителів.
За віковим діапазоном населення розподілялося таким чином: 24,7 % — особи молодші 18 років, 59,8 % — особи у віці 18—64 років, 15,5 % — особи у віці 65 років та старші. Медіана віку мешканця становила 32,4 року. На 100 осіб жіночої статі у місті припадало 89,5 чоловіків;  на 100 жінок у віці від 18 років та старших — 86,7 чоловіків також старших 18 років.
Середній дохід на одне домашнє господарство  становив 38 548 доларів США (медіана — 28 689), а середній дохід на одну сім'ю — 43 205 доларів (медіана — 34 276). Медіана доходів становила 36 659 доларів для чоловіків та 29 534 долари для жінок. За межею бідності перебувало 24,2 % осіб, у тому числі 28,8 % дітей у віці до 18 років та 23,2 % осіб у віці 65 років та старших.
Цивільне працевлаштоване населення становило 949 осіб. Основні галузі зайнятості: освіта, охорона здоров'я та соціальна допомога — 31,9 %, роздрібна торгівля — 20,3 %, будівництво — 9,6 %, мистецтво, розваги та відпочинок — 9,2 %.